# أنطونيو جريفز
أنطونيو جريفز (بالإنجليزية: Antonio Graves)‏ مواليد 17 أبريل 1985 في مانسفيلد، هو لاعب كرة سلة أمريكي. بدأ مسيرته الاحترافية في سنة 2007. يحمل الرقم 22. يبلغ طوله 6 قدم 3 بوصة (1.9 م).

## المسيرة الاحترافية
لعب مع غلطة سراي لكرة السلة في الدوري التركي في موسم 2008–2009، ثم لعب مع سيبونا في سنة 2009، ثم لعب مع بانفيت لكرة السلة في الدوري التركي في موسم 2010–2011، ثم لعب مع كانتون شارج في موسم 2011–2012، ثم لعب مع بستويا باسكت 2000 في موسم 2012–2013، ثم لعب مع أرتلاند دراغونز في الدوري الألماني من سنة 2013 إلى 2015، ثم لعب مع كرايلسهايم مرلينز في سنة 2016.

## روابط خارجية
- أنطونيو جريفز على موقع الدوري الأوروبي لكرة السلة (الإنجليزية)
- أنطونيو جريفز على موقع كرة السلة الأوروبية.كوم (الإنجليزية)
- أنطونيو جريفز على موقع كلية كرة السلة في سبورتس رفرنس.كوم (الإنجليزية)
- أنطونيو جريفز على موقع ريلجم (الإنجليزية)
- أنطونيو جريفز على موقع بروبوليرز (الإنجليزية)
- أنطونيو جريفز على موقع سبورتس رفرنس (الإنجليزية)
- أنطونيو جريفز على موقع سبورتس رفرنس (الإنجليزية)